# Arctosa sanctaerosae
Arctosa sanctaerosae este o specie de păianjeni din genul Arctosa, familia Lycosidae, descrisă de Willis J. Gertsch și Wallace, 1935. Conform Catalogue of Life specia Arctosa sanctaerosae nu are subspecii cunoscute.